# Leuconopsis novimundi
Leuconopsis novimundi is een slakkensoort uit de familie van de Ellobiidae. De wetenschappelijke naam van de soort is voor het eerst geldig gepubliceerd in 1949 door Pilsbry & McGinty.